# غالينوس (إمبراطور)

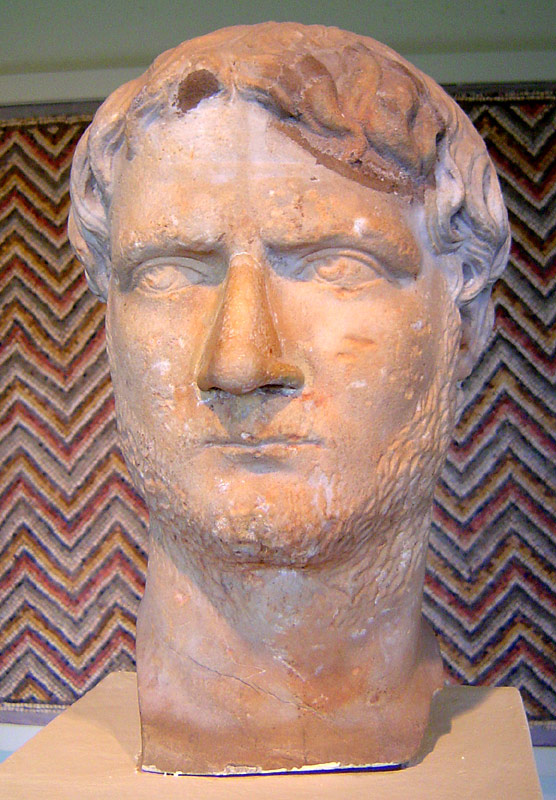
تمثال منحوت لرأس غالينوس

غالينوس (باللاتينية: Gallienus) (بوليوس ليسينيوس إنياتيوس غالينوس، حوالي 218-سبتمبر268) امبراطور روماني حكم مع والده فاليريان من 22 أكتوبر 253 حتى ربيع 260، وحكم لوحده من ربيع 260 حتى سبتمبر 268. حكم خلال أزمة القرن الثالث التي كادت أن تتسبب في انهيار الإمبراطورية. على الرغم من أنه حقق عددًا من الانتصارات العسكرية، لم يتمكن من كبح انفصال عدد من المقاطعات المهمة. كان حكمه الذي دام 15 عامًا الأطول منذ حكم سيبتيموس سيفيروس الذي دام 19 عامًا.
ولد غالينوس في عائلة ثرية وتقليدية في مجلس الشيوخ، لوالديه فاليريان ومارينيانا. أصبح فاليريان إمبراطورًا في 22 أكتوبر 253 ودفع مجلس الشيوخ الروماني لرفع غالينوس إلى رتبتي قيصر وأغسطس. قسّم فاليريان الإمبراطورية بينه وبين ابنه، وحكم فاليريان الشرق وتولى ابنه الغرب. هزم غالينوس إنجيوس المحتل في 258 ودمر جيش ألامانيون في ميديولانوم في 259.
أدت هزيمة فاليريان وأسره في الرها عام 260 من قبل الإمبراطورية الساسانية إلى سقوط الإمبراطورية الرومانية في فوضى الحرب الأهلية. انتقلت السلطة على الإمبراطورية بأكملها إلى غالينوس. هزم المحتلين الشرقيين ماكريانوس الأعظم وموسيوس إيميليانوس في 261-262 لكنه فشل في إيقاف تشكيل إمبراطورية الغال المنشقة تحت قيادة الجنرال بوستوموس. نصّب أوريولوس، وهو محتل آخر، نفسه إمبراطورًا على ميديولانوم في عام 268 لكن هزمه غالينوس خارج المدينة وحصره في الداخل. حين كان الحصار ساريًا، طُعن غالينوس حتى الموت على يد الضابط سيكرونيوس الذي كان شريكًا في مؤامرة.

## حياته

### صعوده إلى السلطة
يعد تاريخ ميلاد غالينوس الدقيق غير معروف. ذكر المؤرخ اليوناني من القرن السادس جون مالالاس ومخطوطات خلاصة القيصرية أنه كان يبلغ من العمر حوالي 50 عامًا عند وفاته، أي أنه ولد حوالي عام 218. ولد للإمبراطور فاليريان وزوجته مارينيانا، التي ربما كانت من طبقة مجلس الشيوخ، أو يحتمل أنها ابنة إغناتيوس فيكتور مارينيانوس، وكان شقيق فياليريان يدعى فاليريانوس الأصغر. تربطه النقوش المرسومة على العملات المعدنية بفاليري في إتروريا، التي ربما كانت مسقط رأسه؛ وظهرت العديد من النقوش المتعلقة بأسرة والدته، الإغناتيين. تزوج غالينوس من كورنيليا سالونينا قبل توليه العرش بنحو عشر سنوات. أنجبت له ثلاثة أمراء: فاليريان الثاني، الذي توفي عام 258؛ وسالونينوس، الذي عُين شريكًا في الحكم لكنه قُتل عام 260 على يد جيش الجنرال بوستوموس؛ ومارينيانوس، الذي قُتل عام 268، بعد زمن قصير من اغتيال والده. يُحتمل أن ابنة أخيه كانت القديسة باسيليا الرومانية، التي قُطع رأسها بسبب اعتناقها المسيحية في عهد فاليريان. 

حين أُعلن عن فاليريان إمبراطورًا في 22 أكتوبر 253، طلب من مجلس الشيوخ الموافقة على منح غالينوس رتبتي قيصر وأغسطس. عُين أيضًا قنصلًا عام 254. على غرار ماركوس أوريليوس وشقيقه بالتبني لوسيوس فيروس قبل قرن من ذلك الوقت، تقاسم غالينوس ووالده الإمبراطورية. اتجه فاليريان إلى الشرق ليوقف التهديد الفارسي، وبقي غالينوس في إيطاليا لصد القبائل الجرمانية على نهري الراين والدانوب. أصبح تقسيم الإمبراطورية ضروريًا نظرًا لحجمها الهائل والتهديدات العديدة التي واجهتها، وسهل التقسيم إجراء مفاوضات مع الأعداء الذين طالبوا بالتواصل المباشر مع الإمبراطور
| سبقه فاليريان | إمبراطور روما 260-268 | تبعه كلاوديوس الثانى |

## معرض صور

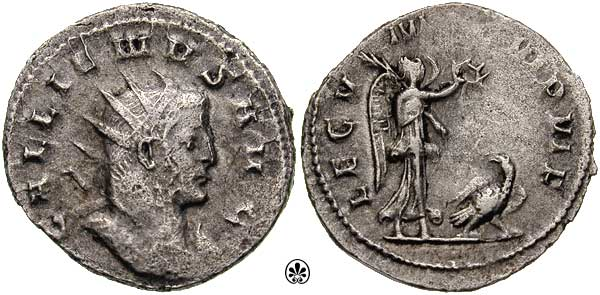
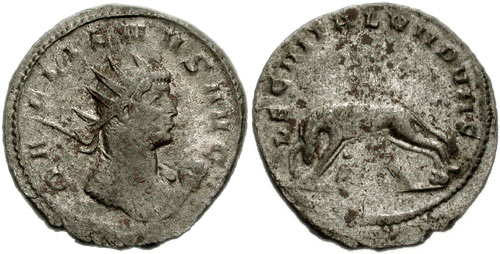
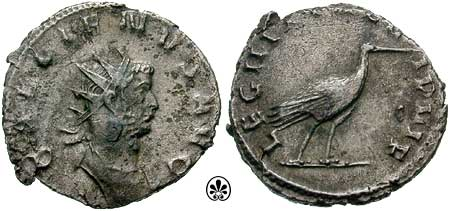
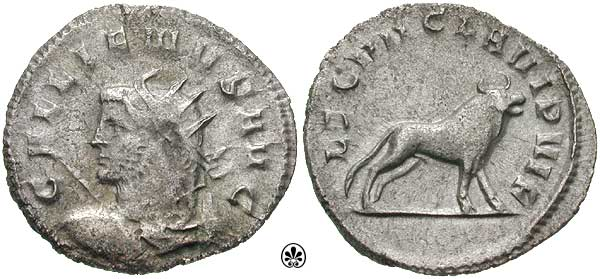